# Stadion Jardines del Hipódromo
Stadion Jardines del Hipódromo (špa. Estadio Jardines del Hipódromo) višenamjenski je stadion u Montevideu. Uglavnom se koristi za nogometne susrete Prve urugvajske nogometne lige i treninge i domaće utakmice prvoligaša Danubia F.C.
Stadion je svečano otvoren 25. kolovoza 1957. godine. Nakon 40 godina uporabe, 1997. godine je renoviran i nadograđen. Iste godine je uvedeno smanjenja kapaciteta sjedećih mjesta za rizične utakmice s 18.000, koliko stadion ima mjesta, na 9.600 sjedećih mjesta.
Osim za nogomet, stadion se koristi i za ragbi i jahanje.

## Vanjske poveznice
- (šp.) Estadio Jardines del Hipódromo - izgradnja i povijest stadiona na stranicama nogometnog kluba Danubio F.C.
- (engl.) Slike i kritike (recenzije) stadiona - foursquare.com